# アルカリ岩
アルカリ岩（アルカリがん、alkaline rock あるいは alkali rock）は、化学組成上においてアルカリ玄武岩の組成を持ったマフィック岩と、これに成因的に関連のある中性岩 - フェルシック岩のグループのこと。

## アルカリ岩概要
19世紀後半から化学業界において、地球上の岩石を生成要因にとらわれることなく内因する鉱物や組成上の特徴に基づいてアルカリ岩と非アルカリ岩に分類する試みが行われた。有名な分類方法としては、1892年にイディングズ（J. P. Iddings）の唱えた SiO2 や Al2O3 に対して Na2O＋K2O が多い岩石をアルカリ岩と定義する手法、1933年にケネディが提唱したノルムとソレアイトに分類する手法などがある。
現代においては研究の進化に伴い、マントルの違いからくるマグマの性質によってアルカリ系か、非アルカリ系かで分類される。代表的なアルカリ系の火山としては、ミショアカン・グアナファト火山やカルク火山などが挙げられる。